# Gökçedoğan, Kargı
Gökçedoğan là một xã thuộc huyện Kargı, tỉnh Çorum, Thổ Nhĩ Kỳ. Dân số thời điểm năm 2010 là 459 người.